# Конья, Тимоте
Тимоте́ Конья́ (фр. Timothé Cognat; род. 25 января 1998, Arnas) — французский футболист, играющий на позиции полузащитника. В настоящее время выступает за швейцарский клуб «Серветт».

## Клубная карьера
Конья начинал заниматься футболом в шесть лет. С 13 лет играет и тренируется в академии «Лиона». С 2015 года — игрок второй команды. Дебютировал за неё в большом футболе 28 ноября 2015 года поединком против «Юра Суд Фут». Всего сыграл восемь встреч, из них две начинал в стартовом составе. Забил один мяч.

## Карьера в сборной
Является центральным игроком юношеских сборных Франции различных возрастов. Стал чемпионом Европы среди юношей до 17 лет в 2015 году, сыграв на турнире во всех шести встречах. Был капитаном команды. Принимал участие в чемпионате мира 2015 года среди юношеских команд.

## Достижения
Международные
- Победитель чемпионата Европы (до 17 лет): 2015